# 悲観主義
悲観主義（ひかんしゅぎ）とはペシミズム（pessimism）の和訳語の一つ。厭世主義（えんせいしゅぎ）・厭世観（えんせいかん）とも言う。「最悪のもの」を意味する「pessimum」（ラテン語）が語源。
悲観主義である人物をペシミスト（悲観主義者・厭世主義者・厭世家）と表現する。
対義語は楽天主義（optimism）および楽天主義者（optimist）。

## 概要
元来は哲学における分野の用語であり、「この世界は悪と悲惨に満ちたものだ」という人生観をさす。ジャコモ・レオパルディの世界観と、「世界は盲目的な意志によって動かされている」とするショーペンハウアーの思想が悲観主義の代表である。ショーペンハウアーの悲観主義は、『救済の哲学』を書き残し縊死を図ったフィリップ・マインレンダー、『強さのペシミズム』を説いた『悲劇の誕生』におけるフリードリヒ・ニーチェやグスタフ・マーラーの交響曲『大地の歌』、エミール・シオランの思想に影響を与えた。
ショーペンハウアーは楽天主義的な予定調和説を説いたゴットフリート・ライプニッツの充足理由律を発展させて、独自の主意主義的悲観主義を構築した。若い身空で華厳の滝に身を投じた藤村操も、その死に臨んで記した『巌頭之感』を「大なる悲觀は大なる樂觀に一致するを」と締め括っていた。
悲観主義はしばしばうつ状態に伴って現れ、自分自身・世界・将来についての悲観的考えが支配的となる。認知療法では、患者の悲観的考えを同定しその妥当性を再検討することを治療技法として行う。また、アドラー心理学によると「子供の発達において励ましが不可欠である」と説き、不用意な批判がペシミズムを招き、発達を阻害することの危険性を説いている。
古代、ヘラクレイトス、ソフィスト、ディオゲネスなどの思想に、その萌芽がみられる。また、作家のジュール・ヴェルヌの作品にもその傾向が見られる。